# NGC 4959
NGC 4959 is een spiraalvormig sterrenstelsel in het sterrenbeeld Jachthonden. Het hemelobject werd op 29 april 1827 ontdekt door de Britse astronoom John Herschel.

## Synoniemen
- MCG 6-29-29
- ZWG 189.18
- NPM1G +33.0272
- PGC 45301